# ブシェニ県

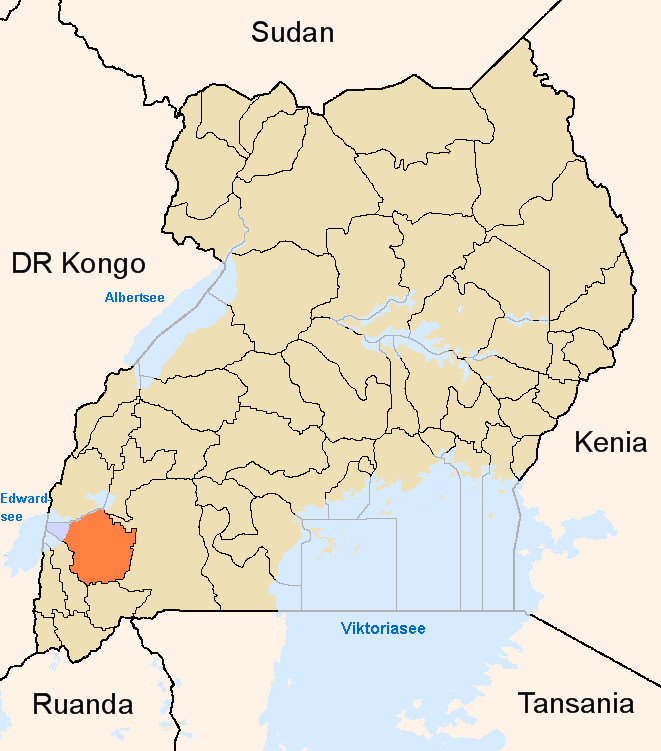
ブシェニ県と2001年から2005年の県境

ブシェニ県 (ブシェニけん、Bushenyi District) はウガンダ南西部、アンコーレ王国北西部の県。1974年に西アンコーレ県として設置され、1979年にブシェニ県に改名され、1994年に南部がムバララ県南西部と共にントゥンガモ県に分割された。北西にブニャルグル郡、北東にブフェジュ郡、中部にイガラ郡、南西にルヒンダ郡、南東にシェマ郡の5つの郡に、ブニャルグル郡に4、ブフェジュ郡に4、ブシェニ＝イシャカTCを含めイガラ郡に7、ルヒンダ郡に7、カブウォヘ＝イテンデロTCを含めシェマ郡に7の計29副郡と170教区（2市の8区 ward を含む）と2034の村が置かれている。2002年の国勢調査人口は 731,392人。知事に相当する第5地域議会 (LC5) 議長はカリェイジャ・ベノン。ブニャルグル郡の北西部はエドワード湖とカジンガ水路に臨み、クイーン・エリザベス国立公園に、その南東がカリンズ保護林、その東がカショハ＝キトミ保護林に指定されている。

## 隣接する県
東にイバンダ県、北東にトロ王国のカムウェンゲ県、北西にカセセ県、西にキゲジのルクンギリ県と接する。カセセからントゥンガモに至る幹線道が南北に走る。